# Saint Lucia na letnich igrzyskach olimpijskich
Saint Lucia wystartowała we wszystkich letnich IO od igrzysk w Atlancie w 1996 roku. Reprezentowana była przez 24 sportowców (11 mężczyzn i 13 kobiet).

## Klasyfikacja medalowa
| Igrzyska            | Złoto | Srebro | Brąz | Razem |
| ------------------- | ----- | ------ | ---- | ----- |
| 1996 Atlanta        | 0     | 0      | 0    | 0     |
| 2000 Sydney         | 0     | 0      | 0    | 0     |
| 2004 Ateny          | 0     | 0      | 0    | 0     |
| 2008 Pekin          | 0     | 0      | 0    | 0     |
| 2012 Londyn         | 0     | 0      | 0    | 0     |
| 2016 Rio de Janeiro | 0     | 0      | 0    | 0     |
| 2020 Tokio          | 0     | 0      | 0    | 0     |
| 2024 Paryż          | 1     | 1      | 0    | 0     |
| Razem               | 1     | 1      | 0    | 0     |